# Džjang Tingši
Džjang Tingši (poenostavljena kitajščina: 蒋廷锡; tradicionalna kitajščina: 蔣廷錫; pinjin: Jiǎng Tíngxí; Wade–Giles: Chiang T'ing-hsi), kitajski slikar in enciklopedist, * 1669, Čangšu, Džjangsu, Kitajska,  † 1732.
Bil je urednik enciklopedije Gudžin tušu džičeng.